# كالاتشي
كالاتشي قرية تقع في مقاطعة أكمولينسك، الواقعة في جمهورية كازاخستان، تقع على بعد عدة كيلومترات من مناجم لاستخراج اليورانيوم حيث اعتبرت تلك المناجم مصدرا لغاز الرادون والذي يعتقد بأنه تسبب بإصابة سكان تلك المنطقة بمرض غامض يدخلهم في نوبات نوم طويلة ومفاجئة أثناء النهار، بحسب وسائل إعلام محلية.
وأكد أطباء لصحيفة «سيبيريان تايمز» أن المقدمات نفسها تتكرر مع جميع الحالات المصابة بالمرض تقريبا، حيث تبدأ الأعراض بالإحساس بالهزال، ثم تأخر واضح في ردود الفعل، وأخيرا الدخول في مرحلة من النوم العميق أقرب للموت، وبعد الإفاقة لا يتذكر المرضى أي شيء.